# San Agustín, Guadalcázar
San Agustín är en ort i Mexiko.   Den ligger i kommunen Guadalcázar och delstaten San Luis Potosí, i den centrala delen av landet, 400 km norr om huvudstaden Mexico City. San Agustín ligger 1 542 meter över havet och antalet invånare är 159.
Terrängen runt San Agustín är kuperad. Runt San Agustín är det mycket glesbefolkat, med 6 invånare per kvadratkilometer. Närmaste större samhälle är Santo Domingo, 9,9 km norr om San Agustín. I omgivningarna runt San Agustín växer huvudsakligen savannskog.